# Бодливи риби
Бодливите риби (Tetraodontiformes) са разред животни от тип хордови (Chordata).
Таксонът е описан за пръв път от Лев Берг през 1940 година.

## Семейства
- Aracanidae
- Balistidae – Балистови
- Diodontidae – Риби таралеж
- Molidae – Риби луна
- Monacanthidae
- Ostraciidae
- Tetraodontidae – Тетраодонтови
- Triacanthodidae – Триакантодови
- Triodontidae – Голямопери тризъби надуващи се риби